# Колман (Флорида)
Колман (енгл. Coleman) град је у америчкој савезној држави Флорида. По попису становништва из 2010. у њему је живело 703 становника.

## Демографија
Према попису становништва из 2010. у граду је живело 703 становника, што је 56 (8,7%) становника више него 2000. године.
| Група             | 2000.       | 2010.       |
| Белци             | 392 (60,6%) | 396 (56,3%) |
| Афроамериканци    | 234 (36,2%) | 272 (38,7%) |
| Азијати           | 1 (0,2%)    | 4 (0,6%)    |
| Хиспаноамериканци | 18 (2,8%)   | 33 (4,7%)   |
| Укупно            | 647         | 703         |